# HMS C21
HMS C21 – brytyjski okręt podwodny typu C. Zbudowany w latach 1908-1909 w  Zakładach Vickers w Barrow-in-Furness. Okręt został wodowany 26 września 1908 roku i rozpoczął służbę w Royal Navy 15 maja 1909 roku.
W Zatoce Stokes w Hampshire znajduje się pomnik upamiętniający tragiczną śmierć oficera okrętu Thomasa Chalmersa Meyrona, który 28 stycznia 1913 roku został zmyty z pokładu łodzi i utonął.
W 1914 roku C21 stacjonował w Leith przydzielony do Siódmej Flotylli Okrętów Podwodnych (7th Submarine Flotilla) pod dowództwem Vincenta M. Coopera.
5 grudnia 1921 roku okręt został sprzedany i zezłomowany.